# Elionurus muticus
Elionurus muticus är en gräsart som först beskrevs av Spreng., och fick sitt nu gällande namn av Carl Ernst Otto Kuntze. Elionurus muticus ingår i släktet Elionurus och familjen gräs. Inga underarter finns listade i Catalogue of Life.